# 扬·温古雷亚努

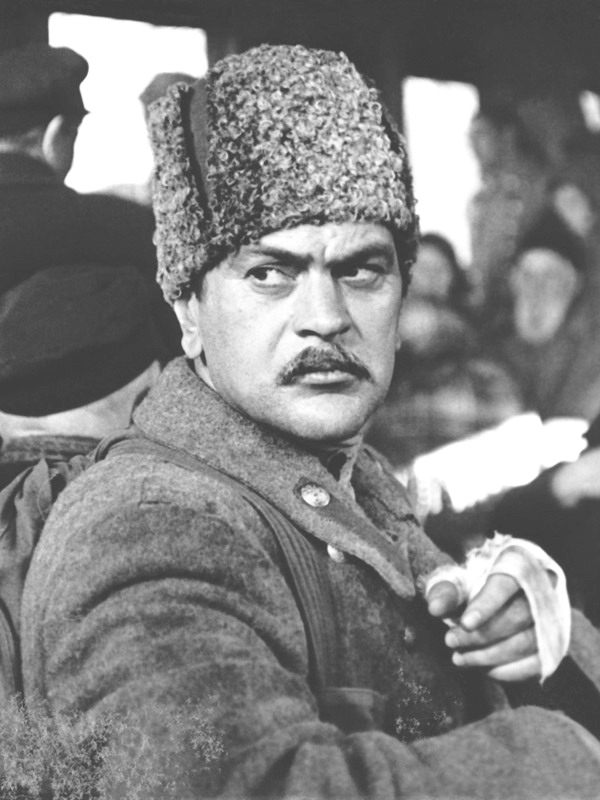
1971年的扬·温古雷亚努

扬·温古雷亚努（羅馬尼亞語：Ion Ungureanu；1935年8月2日—2017年1月28日），是一名摩尔多瓦的演员和政治家。1990年至1994年，担任第一届摩尔多瓦议会议员。期间担任摩尔多瓦文化部长。
2017年1月28日，温古雷亚努在罗马尼亚布加勒斯特去世，享年81岁。

## 其他
- 扬·温古雷亚努在互联网电影资料库（IMDb）上的資料（英文）